# Afrixalus weidholzi
Afrixalus weidholzi là một loài ếch trong họ Hyperoliidae. Tên tiếng Anh của nó là Weidholz's banana frog. Chúng được tìm thấy ở Bénin, Cameroon, Cộng hòa Congo, Cộng hòa Dân chủ Congo, Bờ Biển Ngà, Gambia, Ghana, Mali, Nigeria, Sénégal, Sierra Leone, có thể cả Burkina Faso, Cộng hòa Trung Phi, Tchad, Guinée, Guiné-Bissau, Liberia, Sudan và Togo.
Các môi trường sống tự nhiên của chúng là xavan khô, xavan ẩm, đầm nước ngọt có nước theo mùa, vùng đồng cỏ, vườn nông thôn, ao, và kênh đào và mương rãnh.